# Сент-Майкл (острів)
Острів Сент-Майкл — острів на південно-східній стороні протоки Нортон-Саунд на Алясці. Острів приблизно 15 км завдовжки та 10 км  завширшки. На острові Сент-Майкл знаходяться два поселення: Сент-Майкл на східній стороні острова та Стеббінс на північно-західній стороні. 
Острів Святого Михайла був названий торговцями Російсько-Американської компанії в 1833 році, а честь архангела Михаїла, коли вони побудували торгову станцію на місці нинішнього села Сент-Майкл.